# Jeffreya
Jeffreya är ett släkte av korgblommiga växter. Jeffreya ingår i familjen korgblommiga växter.
Kladogram enligt Catalogue of Life:
| Jeffreya | \| \| Jeffreya palustris \| \| \| \| \| \| Jeffreya petitiana \| \| \| \| |
|          | \| \| Jeffreya palustris \| \| \| \| \| \| Jeffreya petitiana \| \| \| \| |
|          | Jeffreya palustris                                                        |
|          |                                                                           |
|          | Jeffreya petitiana                                                        |
|          |                                                                           |